# Juana Molina
Juana Molina (Buenos Aires, 1961) est une chanteuse et actrice argentine.

## Biographie
C'est la fille du chanteur de tango Horacio Molina et de l'actrice et mannequin Chunchuna Villafañe.
À six ans, elle commence à apprendre la guitare avec son père.
En 1976, sa mère part en France, elle reste en Argentine avec son père ensuite elle part en Espagne en 1977 puis en France où elle reste jusqu'en 1980.
Juana Molina commence sa carrière en 1988 comme comédienne dans l'émission de télévision La Noticia Rebelde. Elle a joué des rôles importants et a gagné en notoriété avec Antonio Gasalla dans la comédie de télévision « El Palacio de la risa ».
Ses expériences lui ont permis d'avoir sa propre émission télévisée, « Juana y sus hermanas » (Juana et ses sœurs), qui a un certain succès en Argentine.
En 1996 elle décide de laisser le théâtre et commence à chanter. Elle chante ses propres paroles, accompagnée par une guitare acoustique et des claviers, musique qu'elle qualifie d'électrofolk. Elle édite elle-même son premier album, Rara. Dans ses concerts, elle utilise des pédales pour créer des boucles sonores.
Après la parution  de ses deux albums suivants (Segundo et Tres Cosas) sur le prestigieux label anglais Domino, elle est adoptée par la scène indie/électronique/folk. L'album Tres Cosas figure dans la liste des 10 meilleurs albums de l'année selon le New York Times. Elle tourne beaucoup, surtout aux USA (notamment avec David Byrne) et au Japon, mais également en Europe. Sa musique comporte bien des éléments électroniques et folk, mais elle sans équivalent. Les médias l'ont comparée à celle de Björk ou de Beth Orton mais, comme l'écrit le New York Times, "Juana Molina n'imite personne, elle s'amuse beaucoup trop en étant simplement elle-même".
En 2011, Juana Molina participe au projet collectif Congotronics vs Rockers, elle y collabore avec Konono N°1, Kasai Allstars, Deerhoof, Wildbirds & Peacedrums et Matt Mehlan (Skeletons).
En octobre 2013 paraît Wed 21, son premier album depuis 2008, qui est acclamé par la presse,,,,.
Le premier single extrait de l'album Wed est Eras, illustré par une vidéo qui a été diffusée par Pitchfork  le lendemain de Halloween 2013.

## Discographie
- 1996 : Rara (MCA Music Entertainment)
- 2000 : Segundo (2003, Domino Records)
- 2002 : Tres cosas (2004, Domino Records)
- 2006 : Son (Domino Records)
- 2008 : Un día (Domino Records - parution vinyle chez Crammed Discs en 2017)
- 2013 : Wed 21 (Crammed Discs)
- 2017 : Halo (Crammed Discs)
- 2020 : Anrmal live record in NRMAL, Mexico[7]